# Gordius
Gordius is een geslacht van snoerwormen.
De meeste soorten in de geslacht worden zo'n 1 meter lang en hebben een diameter van 1 millimeter. Het grootste deel van hun leven brengen ze door in zoet water in zowel poelen als stromend water. Slechts een aantal soorten leeft in zout water. De volwassen soorten leven een onafhankelijk bestaan terwijl de jonge dieren parasiteren op geleedpotigen.

## Soorten
Er zijn ongeveer 60 soorten.
- Gordius aeneus
- Gordius alascensis
- Gordius albopunctatus
- Gordius alpinus
- Gordius angulatus
- Gordius aquaticus
- Gordius attoni
- Gordius balcanicus
- Gordius bivittatus
- Gordius borisphaenicus
- Gordius cavernarum
- Gordius chilensis
- Gordius dectici
- Gordius difficilis
- Gordius digitatus
- Gordius fasciatus
- Gordius fulgur
- Gordius germanicus
- Gordius gesneri
- Gordius gesserensis
- Gordius guatemalensis
- Gordius helveticus
- Gordius interjectus
- Gordius japonicus
- Gordius karwendeli
- Gordius kimmeriensis
- Gordius longissimus
- Gordius lumpei
- Gordius luteopunctatus
- Gordius minor
- Gordius mongolicus
- Gordius mulleri
- Gordius nonmaculatus
- Gordius oculatus
- Gordius ogatai
- Gordius omensis
- Gordius paranensis
- Gordius perronciti
- Gordius pesici
- Gordius pioltii
- Gordius platyurus
- Gordius plicatulus
- Gordius preslii
- Gordius purpureus
- Gordius robustus
- Gordius serratus
- Gordius setiger
- Gordius sinareolatus
- Gordius solaris
- Gordius sphaerura
- Gordius spinifer Dalyell, 1853
- Gordius stellatus
- Gordius subbifurcus
- Gordius tatrensis
- Gordius tenuis
- Gordius testaceus
- Gordius tirolensis
- Gordius turcomanicus
- Gordius undulatus
- Gordius verrucosus
- Gordius zwicki